# Reichsministerium für die Kirchlichen Angelegenheiten
Reichsministerium für die Kirchlichen Angelegenheiten (Nederlands: Rijksministerie voor Kerkelijke Aangelegenheden) probeerde de kerken te verenigen, en om ze af te stemmen op de belangen van het nationaalsocialisme. Het rijksministerie bestond vanaf 1934 tot 1945 in het Duitse Rijk tijdens het nationaalsocialisme.

## Geschiedenis
De enige Reichsbischof (Rijksbisschop) Ludwig Müller, hij vervulde dit ambt formeel van 27 september 1933 tot zijn dood op 31 juli 1945, slaagde er niet in om de eis van de Reichsregierung (vrije vertaling: Rijksregering) om te komen tot een eenmaking van de Duitse kerken af te dwingen vanwege de aanzienlijke weerstand in de Landeskirchen en het verzet van een stroming daarbinnen met de naam Bekennende Kirche. In september 1935 werd Müller daarom als hoofd van de kerk afgezet, en werd de Duitse protestantse kerk direct ondergeschikt gemaakt aan een Reichskirchenausschuss (vrije vertaling: Rijkskerkcomité) die op haar beurt ondergeschikt was aan de Rijksregering en de Rijksminister van Kerkelijke Aangelegenheden.

## Rijksminister Kerrl en het beleid van het rijksministerie
Op 16 juli 1935 werd de vorige rijksminister zonder portefeuille en naaste vertrouweling van Hermann Göring, Hanns Kerrl benoemd tot rijksminister. De districtspresident van Hildesheim, Hermann Muhs, werd benoemd tot staatssecretaris van het rijksministerie.
Door het uitvoeren van de eerste verordening van de wet ter bescherming van de Duitse Evangelische Kerk (DEK) van 3 oktober 1935, werd de opbouw van een rijkskerkencommissie  gelast.
Een van de eerste medewerkers van het rijksministerie van 1935 tot 1940 was de voormalige proost uit Bad Segeberg, Oberregierungsrat Ernst Szymanowski, de latere SS-Sturmbannführer (majoor), hij werd chef van de Gestapo in Oppeln en leider van het Einsatzkommando 6 van de Einsatzgruppe C naar Kiev in Oekraïne. Hij gaf daar opdracht voor de moord op 2.000 tot 3.000 mensen, op voornamelijk Joden.
De poging van het nazi-regime om de controle over kerkaangelegenheden aan te scherpen, betekende, zij het onbedoeld, het begin van een periode van hergroepering voor de Duitse christelijke beweging. Aanvankelijk waren Kerrl en de inspanningen van zijn rijksministerie goed gezind jegens de Deutsche Christen, die van de nieuwe omstandigheden gebruik maakten om hun werkterrein uit te breiden. In een poging om een wapenstilstand in de Kirchenkampf (kerkelijke strijd) veilig te stellen, creëerde het ministerie kerkelijke comités onder leiding van onpartijdige.
De krachten die streven naar een supraconfessioneel nationale kerk verzamelden zich in de "Kerkbeweging van Duitse christenen", en vanaf 1936 probeerden onder leiding van Hugo Pich een "Bund für deutsches Christensen" op te richten. In 1937 sloten de meeste van deze groepen zich aan bij de "Nationale Kerkelijke Beweging van Duitse Christenen". De kerkminister Hanns Kerrl gaf deze alliantie soms steun.
Op 12 februari 1937 trad het rijkskerkencomité terug, nadat de Voorlopige Evangelische Kerkelijke Leiderschap (VKL) op 28 mei 1936 een memorandum aan Adolf Hitler had geschreven, dat waarschuwde voor "ontkerstening", en wees op illegale maatregelen door de staat en NSDAP.
Op 13 februari 1937 werd de "gesloten" broedergemeente door het rijksministerie verboden. Dit vanwege hun sterke nadruk van de afzondering van de Wereld, en vijandelijk gezind jegens de staat (en daarmee anti-nationaalsocialistisch) houding verondersteld werd (wat voor de meesten niet het geval was). Al in mei 1937 konden een groot deel van de 'gesloten broeders', met welnemen van het rijk, zich reorganiseren als de Bund freikirchlicher Christen (BfC).
Het rijksministerie probeerde paus Pius XII te beïnvloeden. Dat gebeurde via de ambassadeur Diego von Bergen bij de Heilige Stoel. De staatssecretaris Muhs was echter bijzonder kritisch over de ambassadeur, en merkte in augustus 1937 op dat Bergen "het "Nationaalsocialistische Rijk" niet "met zo'n vastberadenheid, duidelijkheid van doel en warmte vertegenwoordigde".
Op 10 december 1937 belaste de rijksminister Kerrl het hoofd van de Duitse Evangelische Kerkkanselarij Friedrich Werner met de leiding over de DEK, en de Evangelische Kerk van de Oud-Pruisische Unie.
In oktober 1938 het voorstel van de historicus Hans Koch om een orthodoxe theologische academie in het "Derde Rijk" te openen, om samen met Engeland de verbinding met de Oosterse Kerk te herstellen. In november 1938 reageerde het rijksministerie daar positief op, en deelde via de referent Werner Haugg mee dat de zetel van het instituut in Breslau zou moeten komen in plaats van in Wenen, zoals voorgesteld. In 1939 werd de persoonlijke adviseur van de rijksminister Kerrl, de hogere regeringsambtenaar Helmuth von Wernsdorff, van zijn taken ontheven.
De rijksminister voor Kerkelijke Zaken kwam vervolgens met verdere voorschriften, en beval op 30 augustus 1939 het volgende om religieuze evenementen te controleren:
"De bijeenkomsten van kerken en kerkgenootschappen, waarin de huidige situatie wordt becommentarieerd, zijn in alle opzichten ongewenst. Dergelijke gebeurtenissen in wereldse ruimtes moeten worden vermeden. In kerkgebouwen moet hoe dan ook elke uitspraak over binnenlandse en buitenlandse beleidskwesties worden vermeden.”
Op 15 december 1941 overleed de rijksminister Kerrl. Hierna leidde de staatssecretaris Muhs het rijksministerie tot 1942, daarna tot het einde van de Tweede Wereldoorlog als rijksminister.

## Na de oorlog
Na het einde van de oorlog, werd een deel van de dossiers over de zaken van de Orthodoxe Kerken in Duitsland, bezette gebieden en andere landen (17 delen, 1939-1945), over het kerkelijk beleid in de Sovjet-Unie en de Evangelische Kerk in Rusland (5 delen, 1935-1945), de kerken in de Baltische staten (3 delen, 1928-1942), kerkpolitiek in Wartheland en Opper-Silezië (2 delen, 1939-1945) overgenomen uit het gespecialiseerd archief in het Staatsmilitair Archief in Moskou.

## Rijksministers
| Nr. | Afbeelding | Rijksministers           | Aangetreden      | Einde termijn    | Duur termijn      |
| --- | ---------- | ------------------------ | ---------------- | ---------------- | ----------------- |
| 1   |            | Hanns Kerrl (1887-1941)  | 16 juli 1935     | 14 december 1941 | 6 jaar, 151 dagen |
| 2   |            | Hermann Muhs (1894-1962) | 15 december 1941 | 8 mei 1945       | 3 jaar, 144 dagen |

## Staatssecretaris
| Nr. | Afbeelding | Rijksstaatssecretaris    | Aangetreden   | Einde termijn | Duur termijn |
| --- | ---------- | ------------------------ | ------------- | ------------- | ------------ |
| 1   |            | Hermann Muhs (1894-1962) | 19 april 1937 | 8 mei 1945    |              |